# Teatro Don Pedro V
El Teatro Don Pedro V (en chino: 伯多祿五世劇院; en portugués: Teatro Dom Pedro V) situado a lo largo de Santo Agostinho, en Macao, al sur de China es uno de los primeros teatros de estilo occidental en ese país asiático. El edificio es un hito importante en la región y sigue siendo un lugar de celebración de eventos públicos importantes y celebraciones actuales. El Teatro Dom Pedro V fue construido en 1860 por un portugués local para conmemorar a su gobernante reinante, Pedro V de Portugal. El teatro es de estilo neoclásico en el diseño, e incorpora un frente pórtico en un plan rectilíneo.
En 2005, el teatro se convirtió en uno de los sitios designados parte del centro histórico de Macao en la lista del Patrimonio de la Humanidad de la Unesco.